# 29
 Тази статия е за 29-ата година от новата ера.  За числото 29 вижте 29 (число).  За други значения вижте 29 (пояснение).
29 (двадесет и девета) година е обикновена година, започваща в събота по юлианския календар.

## Събития

### В Римската империя
- Шестнайсета година от принципата на Тиберий Юлий Цезар Август (14 – 37 г.).
- Консули на Римската империя са Гай Фуфий Гемин и Луций Рубелий Гемин.
- Суфектконсули стават Авъл Плавций и Луций Ноний Аспренат.
- Агрипина Старша и нейният най-голям син Нерон Цезар са обвинени от император Тиберий, чрез писмо до Сената от остров Капри, в надменност и разврат. Двамата са наказани с изпращане в изгнание – Агрипина на остров Пандатерия, а Нерон на Понца.[1]
- На 24 ноември има слънчево затъмнение, виждащо се и в Израел.

## Починали
- Ливия, съпруга на Август и майка на император Тиберий (родена 58 пр.н.е.)

- около 29 г. (според Библията) – Св. Йоан Кръстител